# Mnesampela heliochrysa
Mnesampela heliochrysa är en fjärilsart som beskrevs av Oswald Beltram Lower 1893. Mnesampela heliochrysa ingår i släktet Mnesampela och familjen mätare. Inga underarter finns listade i Catalogue of Life.